# Christoph von Eyczing
Christoph I. von Eyczing (auch Eitzing, Eytzing) (* 1501; † 1563) war ein österreichischer Adliger aus der Familie Eyczinger und niederösterreichischer Beamter.

## Herkunft
Christoph von Eyczing Freiherr auf Schrattenthal war der zweite Sohn von Michael I. Freiherr von Eitzing und Anna von Seeburg.

## Leben
Er wurde am Spanischen Hof erzogen und stand nach seiner Herkunft trotz der Hinrichtung seines Vaters (Wiener Neustädter Blutgericht von 1522) in der Gunst von Ferdinand I. Er bekleidete verschiedene Ämter. Zuerst war er oberster Proviantkommissär der Armee in Ungarn, dann Regimentsrat. 1544 wurde er Landmarschall in Niederösterreich. 1561 erlangte er von Kaiser Ferdinand I. das Oberst-Erbkämmereramt in Österreich für sich und sein Geschlecht. Er war einer der Taufpaten von Prinzessin Helena.
Von 1547 bis 1551 war er Statthalter von Österreich unter der Enns, danach Geheimer Rat und Oberster Hofmeister von Kaiser Maximillian II. Mit diesem, der auch mehrmals zur Jagd in Schrattenthal weilte, war Christoph persönlich befreundet. Er begleitete ihn zu den Königskrönungen nach Frankfurt im Jahr 1562 und Prag.
Christoph Freiherr von Eyczing führte in Obermarkersdorf, das zu Schrattenthal gehörte, den evangelischen Glauben ein.

## Nachkommen
Mit seiner Gattin Anna Freiin von Rogendorf hatte er 14 Kinder.
- Einer seiner Söhne studierte Theologie. Dass sich dessen Hoffnung, zum Abt von Göttweig gewählt zu werden, nicht erfüllte, soll der Grund dafür gewesen sein, dass sein Vater den evangelischen Glauben förderte.
- Ein weiterer Sohn war der Gelehrte und Publizist Michael von Aitzing.
- Sein Sohn Wolfgang I. war Leiter der Hofkanzlei und heiratete 1580 in zweiter Ehe Katharina von Breuner. Anlässlicher der Hochzeit vermachte ihm der Kaiser ein wertvolles Trinkgeschirr.[2] -> Information zu ihm auch im Artikel Eyczinger
- Seine Tochter Elisabeth heiratete Seyfried Breuner (von Grafenegg) (1538–1594). Ihr Sohn war Seyfried Christoph von Breuner (1569–1651), den Franz Grillparzer in seinem Drama „Ein Bruderzwist in Habsburg“ literarisch verewigte.[2]
- Sein jüngster Sohn Paul I. Freiherr von Eitzing verbrachte seine Jugend in Spanien. Nach seinem Eintritt in den Dienst der Kaiser war er zwischen 1583 und 1585 Orator (Botschafter) der Hohen Pforte, wo er mit der schwierigen Aufgabe Frieden zwischen dem Kaiser und dem Sultan zu erhalten, betreut war. Nach seiner Rückkehr als Folge einer lebensgefährlichen Erkrankung wurde er Mitglied des Niederösterreichischen Herrenstandes und heiratete wenige Jahre vor seinem frühen Tod Gräfin Elisabeth von Hardegg.[2]